# Telemachos Karakalos
Telemachos Karakalos, grški sabljač, * 1866, † 1951.
Sodeloval je na sabljaškem delu poletnih olimpijskih igrah leta 1896.